# Gilles Savary
Gilles Savary (* 6. Dezember 1954 in Oradour-sur-Vayres, Département Haute-Vienne) ist ein französischer Politiker. Er war von 1999 bis 2009 Mitglied des Europäischen Parlaments und von 2012 bis 2017 Abgeordneter der Nationalversammlung.

## Leben und Politik
Savary schloss sein Studium mit einem Master in Wirtschaftswissenschaften, einem DESS in Raumordnung und einem DEA in Stadt- und Landanalyse. 
Seine politische Karriere begann er 1982 als Berater von Philippe Madrelle, dem Präsidenten des Regionalrat der Region Aquitanien. 1994 kandidierte er selbst um einen Sitz im Generalrat des Départements Gironde, scheiterte aber. Im folgenden Jahr gelang ihm hingegen der Einzug in den Stadtrat von Bordeaux. 
1997 wurde er in den nationalen Rat der Parti socialiste gewählt. Dem folgte 1998 die Wahl in den Regionalrat von Aquitanien, dessen Vizepräsident er bis 1999 war. In diesem Jahr zog er für Frankreich ins Europäische Parlament ein. Dort saß er in der Fraktion der Sozialdemokratischen Partei Europas (SPE) und war von 2002 bis 2004 stellvertretender Vorsitzender des Ausschusses für Regionalpolitik, Verkehr und Fremdenverkehr. Im März 2004 konnte zudem in den Generalrat des Départements Gironde einziehen, zu dessen Vizepräsident er im selben Jahr gewählt wurde. Im Juni 2004 wurde er als Europaparlamentarier wiedergewählt, in der Legislaturperiode bis 2009 war er stellvertretender Vorsitzender des Ausschusses für Verkehr und Fremdenverkehr. Im Vorfeld der Präsidentschaftswahl 2007 war Savary ein Sprecher der Kampagne von Ségolène Royal. 
Nachdem er 2009 aus dem Europaparlament ausgeschieden war, trat er bei den Parlamentswahlen 2012 im neunten Wahlkreis des Départements Gironde an und wurde in die Nationalversammlung gewählt. Vor der Präsidentschaftswahl 2017 kündigte Savary an, nicht den PS-Kandidaten Benoît Hamon, sondern für den Mitte-Kandidaten Emmanuel Macron (LREM) zu stimmen, der die Wahl auch gewann. Bei der Parlamentswahl im Juni 2017 verlor Savary mit 
46,5 Prozent in der Stichwahl gegen die LREM-Kandidatin und schied aus der Nationalversammlung aus. Im Februar 2020 gründete er mit Jean-Yves Le Drian und Olivier Dussopt die mit dem Macron-Lager verbündete Mitte-links-Partei Territoires de progrès (TdP). Von der Gründung bis Oktober 2021 fungierte Savary als Délégué général (Interimschef) der TdP, dann wurde Olivier Dussopt zum Parteivorsitzenden gewählt. Als TdP im September 2022 mit Macrons Partei, die sich nun Renaissance nennt fusionierte, ging Savary diesen Schritt nicht mit. Stattdessen gründete er mit Yves Durand das Collectif des sociaux-démocrates réformateurs.